# Charles William Wilson
El mayor general Sir Charles William Wilson, KCB, KCMG, FRS (14 de marzo de 1836 - 25 de octubre de 1905) fue un oficial del ejército británico, geógrafo y arqueólogo. 

## Primeros años y carrera
Nació en Liverpool el 14 de marzo de 1836. Fue educado en la Liverpool Collegiate School y en el Cheltenham College . Asistió a la Real Academia Militar de Woolwich y fue comisionado como oficial de la Royal Engineers en 1855.
Su primer nombramiento fue de secretario de la Comisión Británica de Fronteras en 1858. Su función era trazar el Paralelo 49 norte entre las Montañas Rocosas y el Océano Pacífico. Pasó cuatro años en Norteamérica, durante ese tiempo documentó sus viajes en su diario, cuya transcripción se puede encontrar en "Mapping the Frontier" editado por George FG Stanley.

## Palestina

Charles William Wilson, Mapa de Jerusalén. 1865

En 1864 comenzó a trabajar en el Ordenance Survey|Ordenance Survey of Jerusalem, el primer proyecto científico de cartografía de Jerusalén. Fue financiado por Angela Burdett-Coutts, primera baronesa Burdett-Coutts, con el objetivo de encontrar mejores fuentes de agua potable para los habitantes de la ciudad. Produjo el mapa más preciso de Jerusalén e identificó el Arco de Wilson que lleva su nombre, pero no pudo encontrar nuevas fuentes de agua. El trabajo de Wilson sirvió como base para las investigaciones arqueológicas posteriores en Jerusalén.
En 1867 Wilson realizó una de las primeras excavaciones importantes en el Monte del Templo en Jerusalén. 
Se desempeñó como director de la Palestine Pilgrims 'Text Society, una organización que publica textos y traducciones relacionados con peregrinaciones a Tierra Santa. Fue presidente del Fondo para la Exploración de Palestina desde 1901 hasta su muerte en 1905.